# Staffan Tunis

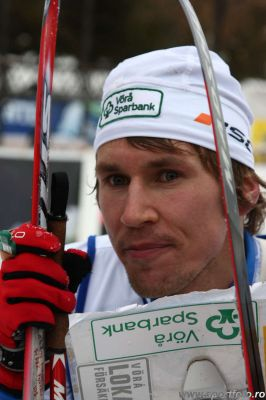
Staffan Tunis, 2010

Staffan Tunis (* 5. Dezember 1982 in Vörå, Österbotten) ist ein finnischer Ski-Orientierungsläufer.
Bei den Junioren-Weltmeisterschaften 2002 gewann Tunis in den Einzelentscheidungen eine Silber- und eine Bronzemedaille. Nach seinem WM-Debüt 2005 gewann er 2006 mit Silber bei den Europameisterschaften im russischen Iwanowo in der Staffel mit Arto Lilja und Teemu Köngäs seine erste internationale Medaille, außerdem wurde er Dritter des Weltcups 2006. Bei den Weltmeisterschaften 2007 in Moskau gewann er im Sprint hinter den Russen Eduard Chrennikow und Wadim Tolstopjatow die Bronze- und auf der Mitteldistanz hinter Chrennikow die Silbermedaille. Auf der Langdistanz wurde er Sechster. 2009 in Japan gewann er erneut Sprintbronze und Mitteldistanzsilber, dazu aber mit Teemu Köngäs und Matti Keskinarkaus Gold in der Staffel. 2010 wurde er durch einen Sieg auf der langen Strecke auch erstmals Europameister und wurde hinter Eduard Chrennikow Zweiter im Gesamt-Weltcup. 2011 gewann Staffan Tunis die Weltmeisterschaft auf der Mitteldistanz und mit Olli-Markus Taivainen und Matti Keskinarkaus auch erneut in der Staffel während er im Sprint hinter Taivainen und auf der Langdistanz hinter dem Russen Andrei Grigorjew die Silbermedaillen gewann. Bei den Europameisterschaften 2012 in Sumy siegte er im Sprint, auf der langen Distanz sowie mit der Staffel, außerdem gewann er den Weltcup 2011/12 vor dem Schweden Peter Arnesson. 2013 gewann er bei den Europameisterschaften einmal Silber und zweimal Bronze, bei den Weltmeisterschaften zweimal Bronze sowie mit Mervi Pesu Silber in der Sprintstaffel.
Seine Schwester Pernilla Tunis ist ebenfalls im Ski-Orientierungslauf aktiv. 

## Platzierungen

### Ski-Orientierungslauf
Weltmeisterschaften: (3 × Gold, 5 × Silber, 4 × Bronze)
- 2005: 14. Platz Lang
- 2007: 3. Platz Sprint, 2. Platz Mittel, 6. Platz Lang, 5. Platz Staffel
- 2009: 3. Platz Sprint, 2. Platz Mittel, 4. Platz Lang, 1. Platz Staffel
- 2011: 2. Platz Sprint, 1. Platz Mittel, 2. Platz Lang, 1. Platz Staffel
- 2013: 11. Platz Sprint, 22. Platz Mittel, 3. Platz Lang, 3. Platz Staffel, 2. Platz Mixed

Europameisterschaften: (5 × Gold, 6 × Silber, 4 × Bronze)
- 2006: 4. Platz Sprint, 4. Platz Mittel, 17. Platz Lang, 2. Platz Staffel
- 2008: 10. Platz Sprint, Mittel dsq., 5. Platz Lang, 2. Platz Staffel
- 2010: 5. Platz Sprint, 5. Platz Mittel, 1. Platz Lang, 3. Platz Staffel
- 2011: 2. Platz Sprint, 2. Platz Mittel, 1. Platz Lang, 2. Platz Staffel
- 2012: 1. Platz Sprint, 5. Platz Mittel, 1. Platz Lang, 1. Platz Staffel
- 2013: 6. Platz Sprint, 2. Platz Mittel, 3. Platz Lang, 3. Platz Staffel, 4. Platz Mixed
- 2014: 14. Platz Sprint, 7. Platz Mittel, 10. Platz Lang, 3. Platz Staffel

Weltcup:
- 2006: 3. Platz
- 2008: 4. Platz
- 2010: 2. Platz
- 2012: 1. Platz

Zwischen 2006 und 2010 gewann Tunis sechs finnische Meisterschaften.